# 巴巴里奴隸貿易

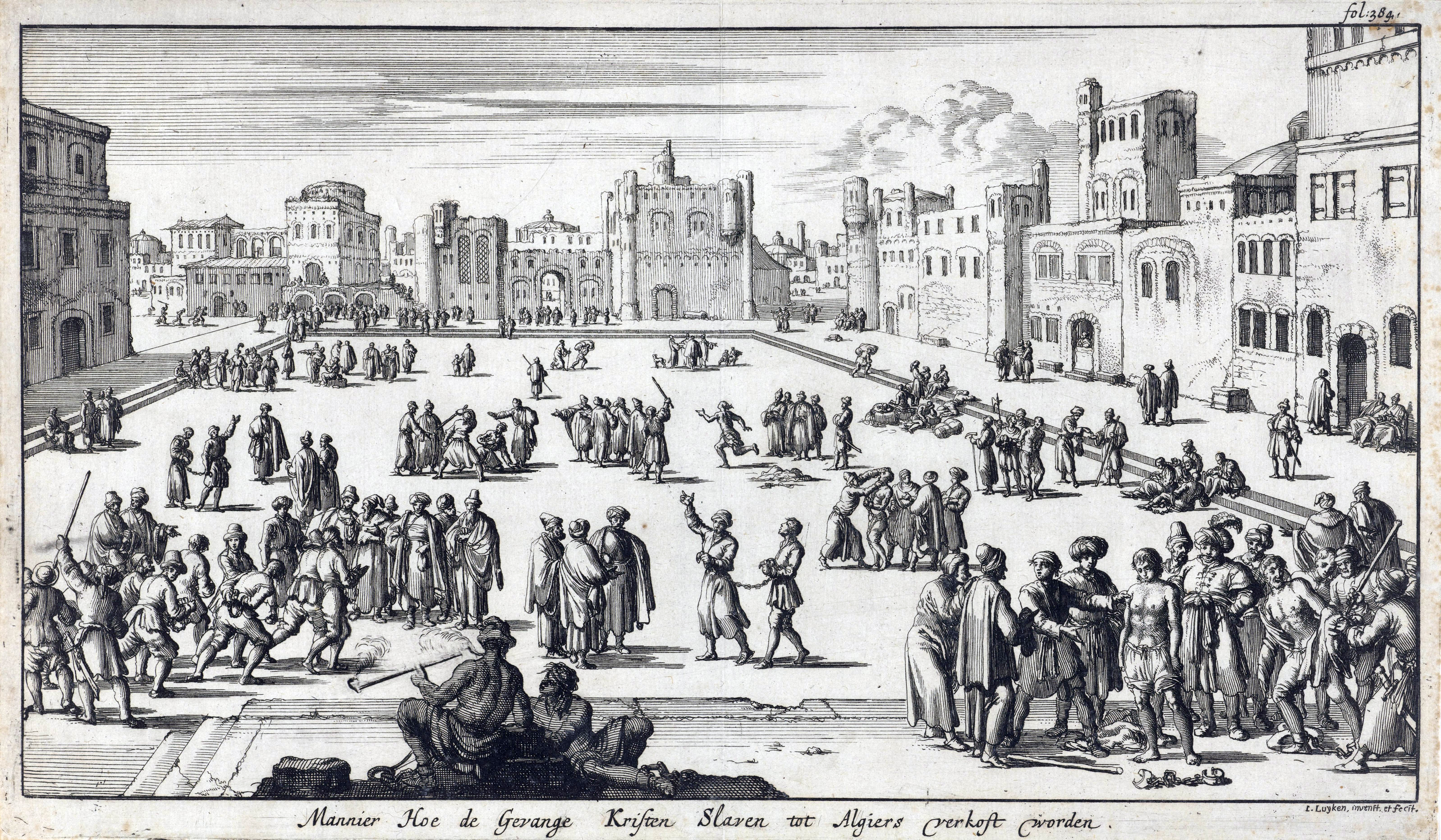
1684年，欧洲人在阿尔及尔的一座广场内被贩卖为奴

巴巴里奴隸貿易，是北非巴巴里海岸的奴隸貿易活動，其中包括16世紀至18世紀中葉土耳其的阿爾及利亞省、突尼西亞省與的黎波里省，以及摩洛哥的獨立蘇丹國。除摩洛哥外，北非各國名義上是奧斯曼帝國的省，但實際上它們大多是自治的。北非奴隸市場是阿拉伯奴隸貿易的一部分。
巴巴里奴隸貿易與黑海奴隸貿易是土耳其白奴的兩大來源。克里米亞汗國被吞併，以及巴巴里戰爭後，切爾克斯奴隸成為伊斯蘭世界的主要白奴來源。
歐洲人是巴巴里奴隸的主要貨源，主要是由巴巴里海盜在海上攻擊得到，從意大利到荷蘭、愛爾蘭與英國西南部，甚至北至冰島，再到地中海東部的沿海城鎮也有他們的足跡，抓到的奴隸在突尼斯、阿爾及爾、丹吉爾、的黎波里出售。直到18世紀，海盜活動仍然是對愛琴海海上交通的持續威脅。
在19世紀的頭幾年，美國聯同一些歐洲國家與海盜進行戰鬥，贏得了第一次及第二次巴巴里戰爭。巴巴里戰爭是英國、法國及荷蘭各州對巴巴里海盜進行的突襲和奴隸貿易的直接反應。在1830年法國征服阿爾及利亞，阿爾及爾的迪伊被迫同意包括停止奴役基督徒的條款，地中海的白人奴隸貿易和市場下降，並最終消失。

## 范围

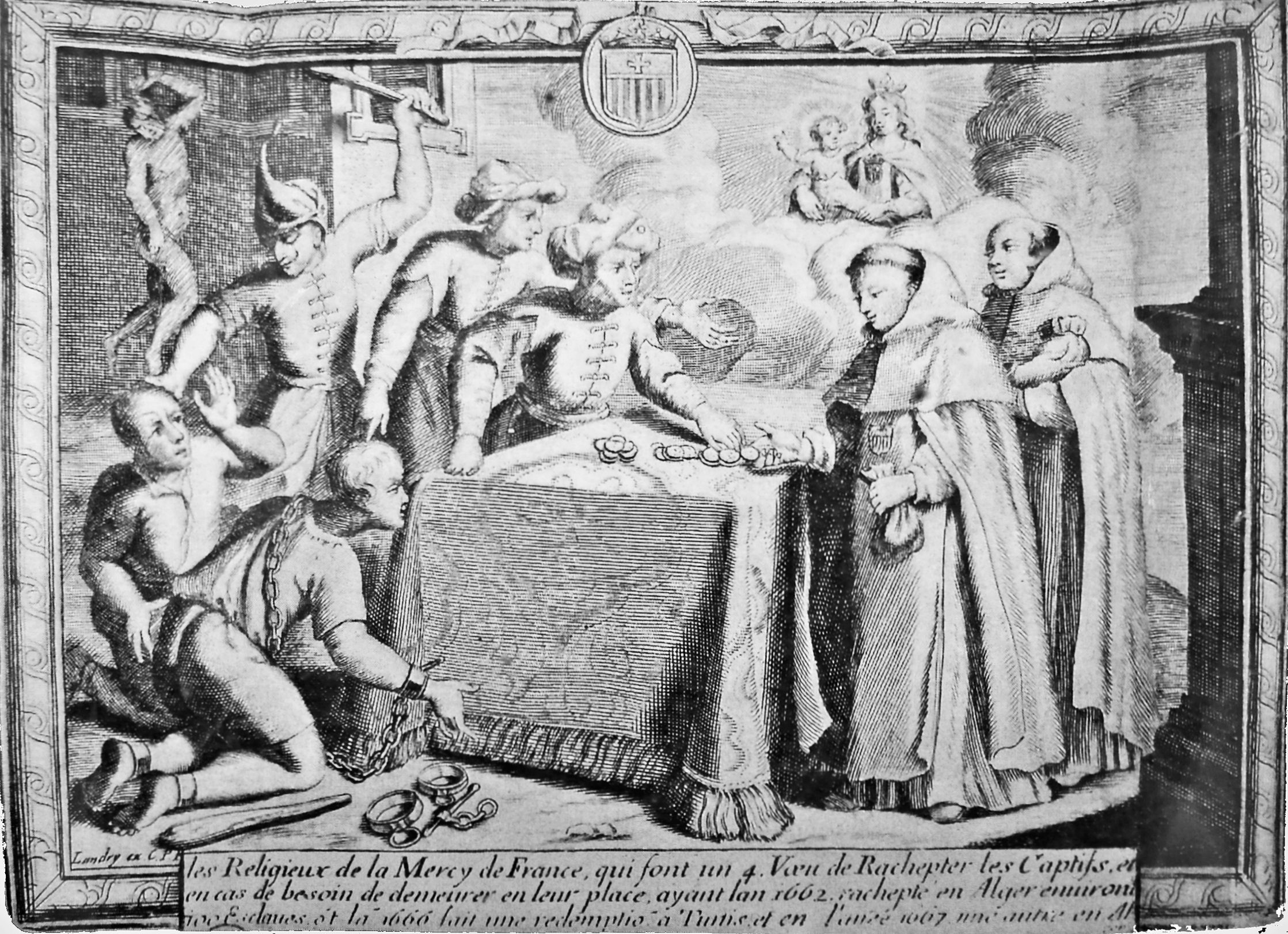
仁慈聖母瑪利亞會的修士在巴巴里海岸贖回基督徒奴隸

据罗伯特·戴维斯估计，从16世纪初到18世纪中叶，来自突尼斯、阿尔及尔和的黎波里的奴隶贩子在北非奴役了100万至125万欧洲人（这些数字不包括被摩洛哥和地中海沿岸的其他掠夺者和商人所奴役的欧洲人）。戴维斯假设巴巴里海盗俘虏的欧洲奴隶数量在250年内大致保持不变，并指出：
没有关于有多少男人、女人和儿童被奴役的记录，但可以大致计算出为保持人口稳定并取代那些死亡、逃跑、被赎回或皈依伊斯兰教的奴隶所需的新俘虏的数量。在此基础上，人们认为每年需要约8500名新的奴隶来补充人数--从1580年到1680年的一个世纪里，大约需要85万名俘虏。推而广之，在1530年至1780年的250年中，这一数字很容易达到125万。
奥斯曼帝国和前奥斯曼帝国时期的当局没有保留相关的官方记录，但1500年代末和1600年代初的观察家估计，在此期间，大约35,000名欧洲奴隶被囚禁在巴巴里海岸、的黎波里和突尼斯，但大部分在阿尔及尔。大多数的被捕抓者是水手（尤其是英国人），他们随船被带走，其他被捕抓者则为渔民和沿海地区的村民。然而，这些俘虏中的大多数是来自非洲附近地区的人，尤其是意大利。

## 延伸閱讀
- Ekin, Des. . Dublin: The O'Brien Press. 2006. ISBN 9781847171047. OCLC 817925909.
- Davis, Robert C.  Pbk. Basingstoke: Palgrave Macmillan. 2004. ISBN 9781403945518. OCLC 56443764.
- Adams, Robert. . Adams, Charles Hansford, 1954-. Cambridge: Cambridge University Press. 2005. ISBN 9780521603737. OCLC 57577347.
- Gerber, Jane S. . Mazal Holocaust Collection., Rogers D. Spotswood Collection. New York: Free Press. 1992  [2020-02-13]. ISBN 0029115744. OCLC 26503593. （原始内容存档于2022-05-09）.
- . Ohio State News. 2004-03-08  [2017-10-27]. （原始内容存档于2018-01-22） （英语）.
- The Thomas Jefferson Papers - America and the Barbary Pirates - (American Memory from the Library of Congress)
- Charles Sumner. . W. D. Ticknor. 17 February 1847.

## 外部連結
- When Europeans Were Slaves: Research Suggests White Slavery Was Much More Common Than Previously Believed
- British Slaves on the Barbary Coast （页面存档备份，存于）
- Seabed gold 'clue to white slavers'
- America and the Barbary Pirates: An International Battle Against an Unconventional Foe （页面存档备份，存于）
- Barbary Captivity Narratives （页面存档备份，存于）
- History of Kythera
- Pirates, Privateers and the Ottoman Empire in the Early Modern Mediterranean （页面存档备份，存于）